# Joe Masseria
Giuseppe „Joe the Boss” Masseria (italiană: [dʒuˈzɛppe masseˈria]; n. 17 ianuarie 1886, Menfi, Sicilia, Regatul Italiei – d. 15 aprilie 1931, New York City, New York, SUA) a fost unul dintre primii șefi ai mafiei americane din New York. Acesta a condus grupul care va deveni pe viitor familia Genovese, una dintre cele cinci familii newyorkeze, din 1922 până în 1931.  În 1930, a fost implicat în războiul Castellammarese care avea ca scop controlarea activităților de crimă organizată din New York City. Conflictul s-a încheiat după ce Masseria a fost asasinat pe 15 aprilie 1931 la comanda propriului locotenent, Charles "Lucky" Luciano, ca urmare a unei înțelegeri cu șeful facțiunii rivale, Salvatore Maranzano.

## Biografie
Giuseppe Masseria s-a născut la 17 ianuarie 1886 în Menfi, provincia Agrigento, Sicilia, într-o familie de croitori. În tinerețe s-a mutat în orașul Marsala din provincia Trapani. Acesta a sosit în Statele Unite în 1902 și a devenit membru al familiei Morello⁠(d) care activa în Harlem și în alte locuri din Mica Italie din sudul Manhattanului. Masseria a fost contemporan cu alți lideri ai familiilor implicate în crima organizată precum Gaetano Reina. În 1909, Masseria a fost condamnat pentru spargerea unei locuințe⁠(d) și a primit o pedeapsă cu suspendare. Pe 23 mai 1913, Masseria a fost condamnat la închisoare pentru spargere de gradul III.
Spre sfârșitul anilor 1910, Masseria și șeful Salvatore D'Aquila⁠(d) s-au luptat pentru putere în New York. La începutul anilor 1920, cei doi se aflau în conflict unul cu celălalt. În 1920, Masseria îl recrutează pe gagnsterul Lucky Luciano. În același timp, D'Aquila îi ordonă lui Umberto Valenti⁠(d) să-l elimine pe Masseria. La 7 mai 1922, șeful familiei Morello/Terranova, Vincenzo Terranova⁠(d), a fost împușcat dintr-o mașină în apropierea casei sale de pe strada E. 116th. Se suspectează că Valenti a fost responsabil de asasinarea sa. Câteva ore mai târziu, subșeful lui Terranova, Silva Tagliagamba, a fost împușcat mortal în Lower Manhattan⁠(d) de Valenti și asociații săi. A doua zi, Valenti și o parte dintre oamenii săi l-au atacat pe noul șef al familiei Terranova, Masseria. Acesta a reușit să scape, dar asasinii au reușit să împuște patru bărbați și două femei; Masseria și-a aruncat pistolul și a fost arestat în timp ce fugea de la fața locului.
La 9 august 1922, Masseria a ieșit din apartamentul său de pe 80 2nd Avenue și a fost atacat de doi bărbați înarmați care au deschis focul asupra sa. Acesta a reușit să intre într-un magazin în timp ce era urmărit. După ce au tras mai multe focuri spre magazin, asasinii au fost preluați de o mașină pe strada E. 5th. Masseria a supraviețuit și a fost găsit de polițiști în dormitorul de la etaj în stare de șoc. Stătea pe patul său, amețit, cu două găuri de glonț în pălăria de paie pe care încă o purta. Ca urmare a incidentului, Masseria a devenit foarte respectat în zonă, gangsterii numindu-l „omul care poate ocoli gloanțele”. Reputația sa a avut de câștigat într-o perioadă în care D'Aquila începea să piardă din influență.
Două zile mai târziu, pe 11 august, Valenti a participat la o întâlnire într-o cafenea din colțul străzilor Second Avenue și E. 12 unde a fost ucis în timp ce încerca să scape.